# Diannah Malary
Diannah Malary (ou Diana Malari) est une localité de Moyenne-Casamance (Sénégal), située dans le département de Sédhiou et la région de Sédhiou. Proche du fleuve Casamance qui est navigable jusqu'à ce point, elle se trouve entre la Forêt classée du Balmadou et la Forêt classée de Sadiata. Une route départementale la relie à Kolda.
Le village a été érigé en commune en juillet 2008.
Selon une source officielle, Diannah Malary compte 5 045 habitants et 230 ménages.
À vol d'oiseau, les localités les plus proches sont Moyafara, Kerevane, Diemekounda, Dianah Ba, Kokoung, Sobali.